# Mesila Doda
Mesila Doda (* 6. Februar 1971 in Kukës) ist eine albanische Politikerin.

## Werdegang
Doda studierte Wirtschaftswissenschaften an der Universität Tirana. Dort wurde sie politisiert und gehörte 1991 zu den Gründungsmitgliedern der Partia Demokratike e Shqipërisë, die sich während des Sturzes des stalinistischen Regimes in Albanien konstituierte. Anschließend nutzte sie die Chance zur Emigration ins Ausland und studierte zwischen 1991 und 1995 Philosophie an der Päpstlichen Universität Urbaniana.
2001 wurde Doda erstmals in die Kuvendi i Shqipërisë gewählt. Bis 2017 saß sie als Abgeordnete im albanischen Parlament. Dabei hatte sie im Herbst 2015 die Partia Demokratike e Shqipërisë verlassen und war nach einer Zeit als fraktionslose Abgeordnete im Frühjahr 2016 der Partia për Drejtësi, Integrim dhe Unitet beigetreten. Während dieser Zeit übte sie verschiedene Rollen aus, insbesondere im Bereich Medienpolitik und saß zeitweise unter anderem dem Rat für Radio und Fernsehen vor. Im Sommer 2016 machte sie Schlagzeilen, als sie sich vehement gegen Rechte von Homosexuellen aussprach und in der Folge ein Verfahren durch das Büro des Beauftragten für den Schutz vor Diskriminierung eingeleitet wurde.